# 李輔 (西晉)
李輔（？—303年），字玄政，略陽巴氐人，父親為李慕。其弟李特起兵叛晉後，拜為驃騎將軍。建初元年（303年）二月，在攻成都途中，為晉將羅尚所敗，與李特一起戰死。
李特子李雄称王后，追谥李辅为齐烈王，由子李忠嗣爵。